# Turska malonogometna reprezentacija
Turska malonogometna reprezentacija predstavlja Tursku na FIFA ili UEFA međunarodnim natjecanjima u futsalu.

## Uspjesi
Ova malonogomoetna reprezentacija nije imala zapaženh rezultata u malonogometnim natjecanjima. 